# Jásztelek
Jásztelek là một thị trấn thuộc hạt Jász-Nagykun-Szolnok, Hungary. Thị trấn này có diện tích 41,15 km², dân số năm 2010 là 1638 người, mật độ 40 người/km².